# 丹地北部足球會
丹地北部足球會（英語：Dundee North End Football Club）是一個位於蘇格蘭丹地的初級足球會，於1895年創辦，以北部公園球場為主場。

## 榮譽
- 蘇格蘭足球初級東區首要聯賽北冠軍：2017-18
- 北部和泰賽德盃：2001-02、2010-11
- 泰賽德超級聯賽冠軍：1997-98
- 泰賽德東區超級聯賽冠軍：2004-05
- 泰賽德甲級聯賽冠軍：1978-79
- 丹地初級聯賽冠軍：1895-96、1905-06、1908-09、1914-15、1956-57、1959-60
- DJ Laing Homes聯賽盃：1998-99、2004-05
- 柯里（Findlay & Co）盃：1989-90
- Intersport盃：1988-89
- 珀斯廣告者盃1989-90, 1992-93
- 泰賽德德赖伯勒盃：1983-84、1985-86
- 泰賽德區盃：1989-90
- 信使盃：1893-94、1894-95、1895-96、1909-10、1913-14、1914-15、1919-20、1922-23、1923-24、1930-31、1956-57、1957-58、1960-61、1969-70
- 克雷格·史蒂芬盃：1982-83、1985-86
- Cream of the Barley盃：1975-76、1980-81

## 外部連結
- 官方網站

56°28′44″N 2°58′50″W / 56.478873°N 2.980611°W